# Gora Vnutrennjaja
Gora Vnutrennjaja (englische Transkription von russisch Гора Внутренняя Gora Wnutrennjaja, deutsch ‚Innerer Berg‘) ist ein Nunatak in den Prince Charles Mountains des ostantarktischen Mac-Robertson-Lands. In der Aramis Range ragt er aus dem Manning-Massiv auf.
Russische Wissenschaftler benannten ihn.